# Saito
Saito (jap. 西都市 Saito-shi) – miasto w Japonii, w prefekturze Miyazaki, na wyspie Kiusiu.

## Położenie
Miasto leży w środkowej części prefektury. Najwyżej położonym miejscem jest góra Higuchi. Miasto graniczy z Miyazaki.